# 9×19mm Parabellum
9×19mm Parabellum (hay còn được gọi là 9mm Parabellum, 9mm Luger, 9mm NATO hoặc đơn giản chỉ là 9mm) là cỡ đạn
có vỏ không gờ, hạt lửa ở tâm, thân vỏ côn.
Cỡ đạn do nhà thiết kế vũ khí người Áo Georg Luger thiết kế và giới thiệu vào năm 1901nó được coi là cỡ đạn dành cho súng ngắn và súng tiểu liên phố biến nhất do chi phí thấp, uy lực cao và dễ dàng tiếp cận.
Cỡ đạn 9mm tương đối nhỏ và gọn nên dễ mang theo, đồng thời thường có độ giật thấp và độ chính xác tốt.
Cuốn Cartridges of the World nhận xét rằng 9x19mm Parabellum là "loại đạn súng ngắn quân dụng được sử dụng rộng rãi và phổ biến nhất thế giới"."

## Thông số cỡ đạn

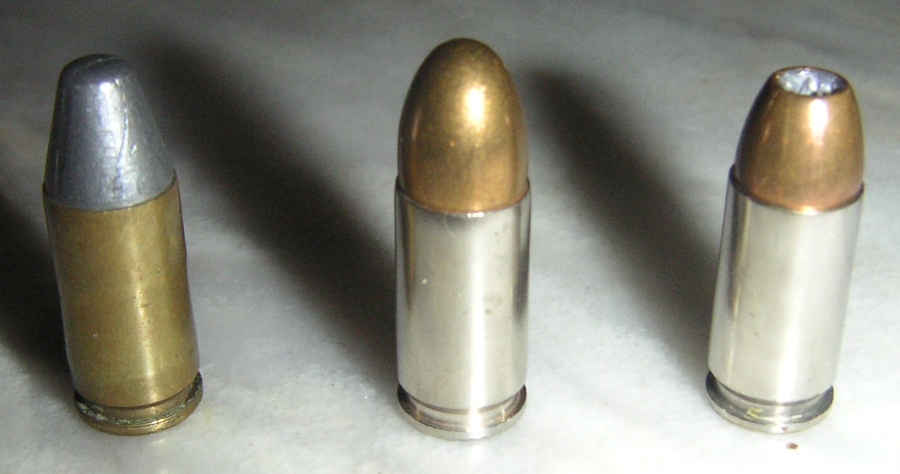
Ba loại đầu đạn: không bọc (chì), bọc kim loại, và đạn chóp rỗng